# 암픽티오니
암픽티오니아(고대 그리스어: ἀμφικτυονία, "이웃 연맹") 또는 암픽티온 동맹은 고졸기 그리스에서 부족의 고대 종교 단체로 그리스 폴리스가 부상하기 전에 형성되었다. 인보동맹(隣保同盟)이라고도 한다.
기원전 7세기 중반 멜리아 전쟁 이후 이오니아 동맹을 형성한 남서부 아나톨리아 해안의 도리스인 도시 6곳과 그 북쪽의 이오니아인 도시 12곳은 최초의 기록이 등장했을 때 이미 상당한 역사를 가지고 있었다.

## 최초의 암픽티오니아
가장 오래된 종교적 암픽티온 동맹은 테르모필레 근처 안텔라에 있는 데메테르 여신의 지하 신앙을 중심으로 했기 때문에 안텔리아 동맹으로 알려져 있었다. 12명의 대표는 필라고라이(Pylagorai, 문 지키는 자)라는 칭호를 받았는데, 이는 데메테르가 오래된 지역 신앙에서 지하 여신이었기 때문에 지역의 하데스의 문을 가리키는 것일 수도 있다. 근처 거주자들은 아카이아-프티오티스를 포함한 몇몇 작은 국가였으며, 이는 테살리아 주변에 살고 있던 보이오티아 부족들(페리오이코이)이 동맹에 가입하는 길을 열었다. 보이오티아와 포키스는 가장 먼 지역이었는데, "제1차 신성 전쟁" 동안 또는 그 이후에야 가입했으며, 이 전쟁은 옛 사제단의 패배와 델포이 신탁의 번영에 대한 새로운 통제로 이어졌다.
전쟁의 결과로 안텔라의 단체는 그 후 델포이 암픽티오니아로 알려지게 되었고, 델포이 신앙의 공식적인 감독자이자 군사적 방어자가 되었다. 이상하고 드러나는 테살리아에 대한 반감이 나타났고, 테살리아인들을 막기 위해 테르모필레의 좁은 협곡을 가로지르는 벽이 건설되었다.
헤라클레스의 방패는 제1차 신성 전쟁 이후의 반테살리아 감정을 반영할 수 있다고 제안된다. 이 서사시에서 포키스 성역에 개입하는 테살리아 영웅은 로크리스와 포키스인들을 동맹으로 삼았던 인간 아버지 암피트리온을 가진 보이오티아 영웅 헤라클레스에게 살해당한다. 이것은 시리우스의 가장 더운 한여름에 보이오티아 축제에서 불려지기 위해 만들어졌다.
헬레네스라는 이름은 동맹의 구성원들과 관련이 있으며, 그들의 조상인 헬렌의 신화가 발명되면서 모든 그리스인들을 지칭하도록 확장되었다. 그리스 신화에서 암픽티온은 헬렌의 형제였고, 그라이쿠스는 그의 누이 판도라의 아들이었다. 파로스 연대기에 따르면, 이전에 그라이케스라고 불렸던 이들은 헬레네스로 이름이 바뀌었다.

## 고대 역사학
기원전 7세기에 델로스섬의 아폴론 신전 아래에서 구성된 암픽티오니아는 잘 확립되어 있었다. 비슷한 시기의 호메로스 찬가인 델로스 아폴론은 이들을 나열한다. 임신한 레토가 아폴론의 출생지를 찾기 위해 차례로 방문했을 때 떨며 자신을 내어주기를 거부했던 도시와 섬들이 있었다. 호메로스 찬가는 델로스의 아폴론 숭배에 대한 건국 신화를 제시한다. 그곳에서 거행된 이오니아 연합 축제는 델리아였다. 델로스 동맹은 아테네 패권의 도구로 기원전 4세기에 등장했다.
투키디데스는 다음과 같이 기록하며 렐란토스 전쟁을 회상했다. "할키스와 에레트리아 사이의 전쟁은 나머지 그리스 도시 대부분이 어느 한쪽과 동맹으로 나뉘었던 전쟁이었다." 렐란토스 전쟁은 기원전 8세기 후반과 7세기 전반 사이의 어느 시점에 에비아섬에서 벌어졌다.
역사학자들은 그러한 초기 시대에 "동맹"의 더 넓은 의미에 대해 궁금해했다. 그러나 조지 포레스트(George Forrest)는 "큰 규모의 연합은 작은 도시와 같은 단위보다 멀리 떨어진 곳에서도 접촉, 우정, 적대감을 더 쉽게 이끌어낸다"고 지적한다. 이는 프리기아와 아시리아가 기원전 720-710년경에 서로 전쟁을 벌여 관심 있는 그리스인들 사이의 긴장을 고조시킨 이유를 설명한다.
암픽티오니아는 특정 그리스 신전이나 신성한 장소를 지원하기 위해 명령된 종교 조직의 형태로 살아남았다. 전통적인 암픽티오니아는 고대 올림픽과 피티아 제전을 조정했다. 12명의 회원들은 종교 축제를 지키고 다른 문제들을 처리하기 위해 특정 시간에 같은 성역에서 만났다.
스트라본은 펠로폰네소스반도의 트리지나 해안 근처에 위치한 포세이돈에게 신성한 섬인 칼라우리아를 중심으로 하는 초기 암픽티오니아에 대해 언급했다. 토마스 켈리(Thomas Kelly)는 유적지 발굴을 통해 이 신성한 동맹이 기원전 7세기 2/4분기,  680c.–650년에 설립되었음을 시사했다. 그 이전에는 이 유적지에 거의 유물이 없었으며, 간헐적으로만 사용되었다. 이 섬은 한때 에이레네(Εἰρήνη)("평화")로 알려져 있었는데, 이는 암픽티오니아를 가리키는 말이다. 스트라본은 소속된 폴리스를 나열한다. "그리고 이 신전과 관련된 일종의 암픽티오니아 동맹도 있었다. 제사에 참여한 일곱 도시의 동맹이었는데, 이들은 에르미오니, 에피다우로스, 에기나, 아테네, 프라시에이스, 나우플리에이스, 그리고 오르코메노스 미니에이우스였다. 그러나 아르고스는 나우플리아인들을 위해 회비를 지불했고, 스파르타는 프라시아인들을 위해 회비를 지불했다."

## 델포이 암픽티오니아

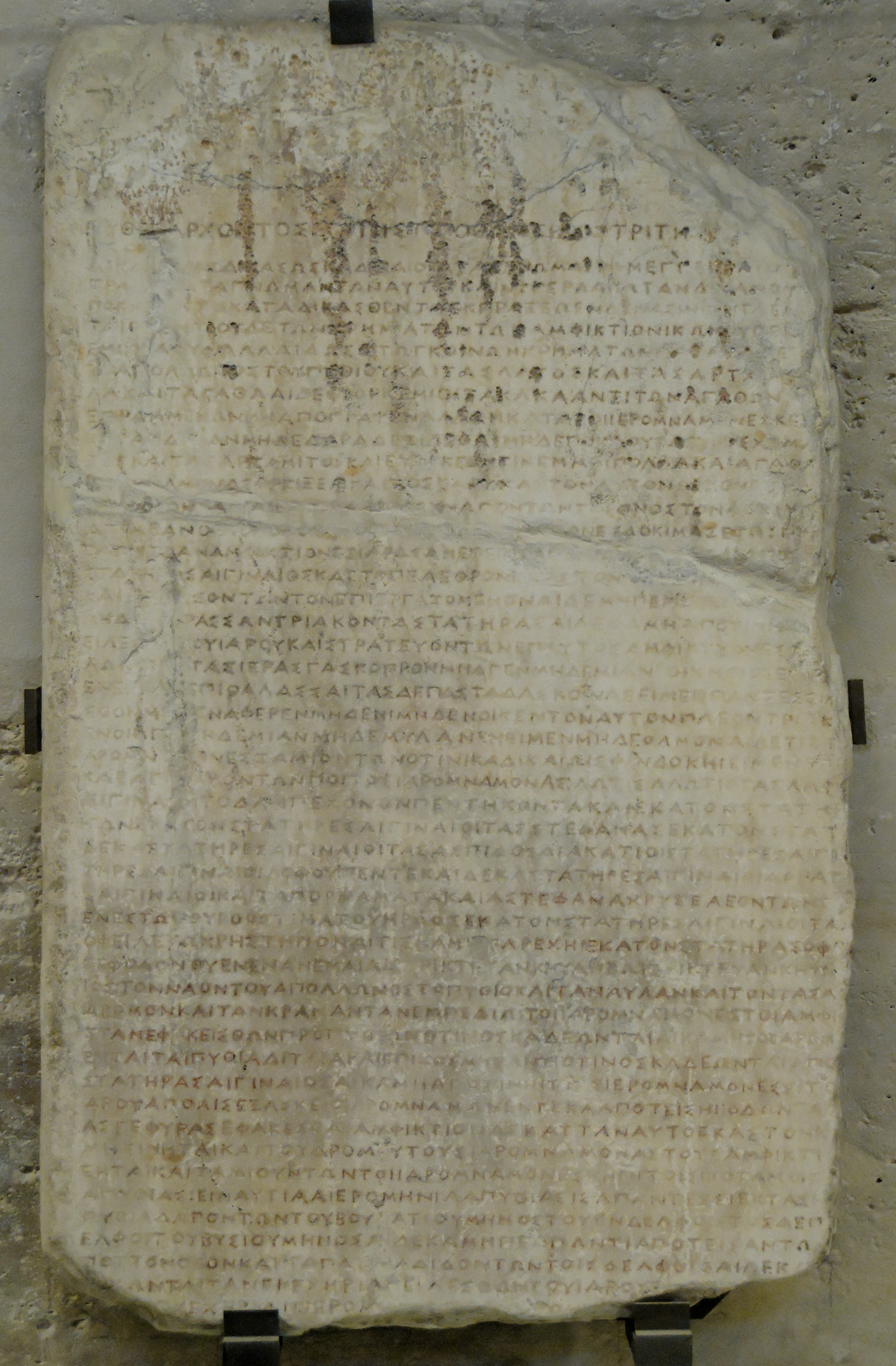
델포이 암픽티온 법 (기원전 4세기, 대리석, 에기나 출토, 현재 루브르 박물관 소장)

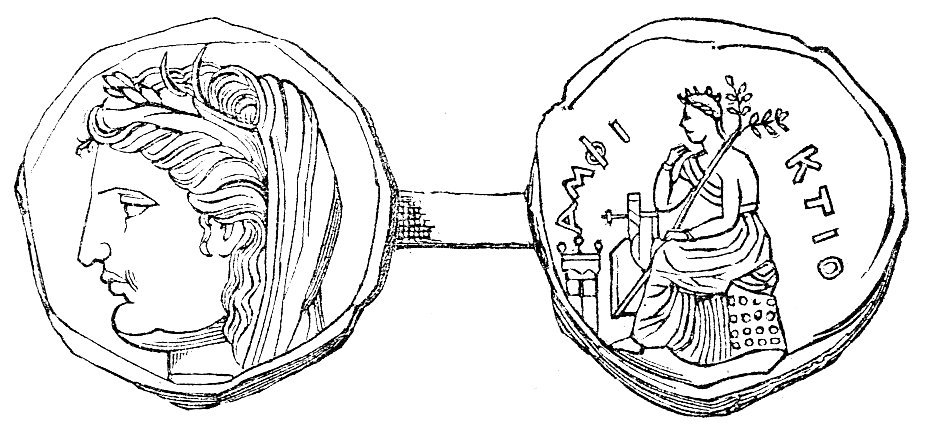
델포이에서 발행된 은 스타테르, 기원전 336년, 델포이 암픽티온 평의회 이름으로 발행

가장 잘 알려져 있고 가장 오래 지속된 암픽티오니아는 아폴론과 데메테르의 대형 신전을 지원하기 위해 조직된 델포이 암픽티오니아였다. 이 평의회는 종교적 권위를 가지고 있었고, 위반자들에게 벌금부터 추방에 이르는 처벌을 선고할 권한이 있었다. 또한 신성한 전쟁을 수행할 수도 있었다. 암픽티온 동맹은 성소를 보호하고 성소를 괴롭히는 자들에게 형벌을 부과하기 위해 전투 규칙을 제정하기도 했다. 모든 회원들은 아이스키네스가 보고한 대로 맹세로 자신들을 헌신해야 했다.
전설에 따르면 대 암픽티온 동맹은 트로이 전쟁 이후 얼마 지나지 않아 델포이의 아폴론 신전과 테르모필레 근처 안텔라(Ἀνθήλη)의 데메테르 신전의 보호와 관리를 위해 설립되었다. 건국 신화는 모든 헬레네스의 공통 조상인 헬렌의 형제이자 에포님인 암픽티온에 의해 가장 먼 과거에 설립되었다고 주장했다. 12명의 회원 대표(히에롬네모네스라고 불림)는 봄에는 테르모필레에서, 가을에는 델포이에서 만났다.
많은 다른 자료들은 11개에서 13개의 건국 집단을 언급하고 있다. 다음 목록은 아이스키네스가 열거한 것이다.
- 아이니아네스 또는 오이타이아인 (Αἰνιᾶνες, Οἰταῖοι)
- 테베의 보이오티아인 (Βοιωτοί)
- 돌로페스 (Δόλοπες)
- 스파르타의 도리스인 (Δωριείς)
- 아테네의 이오니아인 (Ἴωνες)
- 프티아의 아카이아인 (Ἀχαιοί)
- 로크리스인 (Λοκροί): 동부 오푼티아인 (Ὀπούντιοι)과 서부 오졸리아인 (Ὀζολοί)으로 나뉨
- 마그네시아인 (Μάγνητες)
- 말리아인 (Μαλιεῖς)
- 페라에비아인 (Περραιβοί)
- 포키아인 (Φωκεῖς)
- 델포이의 피티아인 (Πύθιοι)
- 테살리아인 (Θεσσαλοί)

동맹의 교리는 어떠한 회원국도 전쟁에서 완전히 전멸되지 않아야 하며, 어떠한 회원국의 물 공급도 전쟁 중에도 끊겨서는 안 된다는 것이었다. 이는 회원국들이 신전 지배를 놓고 싸우는 것을 막지 못했다.

## 신성 전쟁
원래 종교 단체였던 델포이 암픽티온 동맹은 기원전 6세기에 대규모 도시 국가들이 작은 도시 국가들에게 압력을 가하는 데 사용하기 시작하면서 정치적으로 중요해졌다.
신탁은 원래 신전이 속해 있던 크리사 시로부터 독립하는 데 성공했다. 그러자 크리사 주민들은 델포이로 가는 사람들에게 통행세를 부과하여 강력한 불만을 야기하고 신탁의 자원을 감소시켰다. 암픽티오니아는 위기를 평화적으로 해결할 다른 모든 수단을 소진한 후, 기원전 596년부터 585년까지 10년 동안 지속된 제1차 신성 전쟁(또는 키르하 전쟁)을 크리사에 선포했다. 그 결과 크리사는 파괴되었고, 이 나라는 아폴론, 레토, 아르테미스, 그리고 아테나 프로나이아에게 헌정되었다. 그 후 피티아 제전은 암픽티온들의 지휘 아래 4년마다 개최되었다.
기원전 449-448년에 포키아인들은 성역의 주인이 되기 위해 델포이로 진격했지만, 스파르타인들은 현상 유지를 위해 군대를 보냈다. 이것이 제2차 신성 전쟁이었다. 스파르타인들이 떠난 후, 페리클레스가 이끄는 아테네인들은 포키아인들에게 델포이의 통치권과 피티아 제전의 관리를 돌려주었다. 기원전 421년, 니키아스 화약 이후 델포이는 다시 자치권을 얻었다. 그러나 보이오티아 동맹의 회원국들이 코로네이아 전투에서 아테네를 물리친 후 포키스가 델포이를 계속 통제했을 가능성은 낮다.
기원전 356년에 필로멜로스가 이끄는 포키아인들이 델포이를 점령하고 약탈했으며, 그들에 대해 제3차 신성 전쟁이 선포되었다. 10년간의 전쟁 끝에 기원전 346년, 포키아인들은 동맹에서 추방되었고 그들의 두 표는 그들을 물리치는 데 도움을 준 마케도니아에게 주어졌다. 필리포스 2세는 이 권력을 이용하여 그리스에서 확장주의 정책을 추진했다. 이는 제4차 신성 전쟁으로 이어졌고, 카이로네이아 전투에서 절정에 달했으며, 이는 마케도니아인들의 그리스에 대한 최종적인 지배를 알렸다.

## 쇠퇴
기원전 279년에 델포이 암픽티오니아는 아이톨리아 동맹을 신규 회원으로 받아들였다. 이들은 성소뿐만 아니라 나머지 그리스 본토를 갈리아족으로부터 성공적으로 방어했다. 이 기회에 포키아인들도 지역 방어에 참여했기 때문에 재가입이 허용되었다. 3세기에 소테리아 축제는 갈리아족에 대한 그리스의 승리를 기념하여 개최되었다. 기원전 191년까지 동맹은 17명의 회원을 가졌지만, 가장 지배적인 회원만이 두 표를 가졌고, 다른 회원들은 한 표만 가졌다. 동맹은 로마 제국 하에서도 계속 존재했지만, 그 권한은 델포이의 아폴론 신전 관리에 한정되었다. 로마 황제 아우구스투스는 아이니아네스, 말리아인, 마그네시아인, 피티아인들을 테살리아인들과 통합했다. 돌로페스인들이 그 사이에 사라졌기 때문에, 그는 그들의 표를 니코폴리스 시에 주었다.
암픽티온 동맹은 점차 쇠퇴하여 서기 2세기에 로마 황제 하드리아누스가 설립한 판헬레니온으로 대체되었다. 그러나 암픽티온 동맹의 본거지는 황제가 가장 좋아하는 도시인 아테네에 있었다. 따라서 암픽티오니아는 영향력을 잃고 해체된 것으로 보이지만, 실제 중단 시기에 대한 구체적인 날짜는 없다.

## 같이 보기
- 칼라우리아 암픽티오니아
- 판이오니움

## 내용주
1. ↑  Definition. “Amphictyony”. 《2014》. Dictionary.com. 2014년 4월 5일에 확인함.
2. ↑  History.com 보관됨 4월 23, 2009 - 웨이백 머신; Encarta 보관됨 2009-10-29 - 웨이백 머신. Archived 2009-10-31.
3. ↑  L. H . Jeffery (1976). Archaic Greece. The Greek city states c. 700-500 B.C.. Ernest Benn Ltd. London & Tonbridge pp. 72–73, 78. ISBN 0-510-03271-0
4. ↑  L.H.Jeferry (1976). The Archaic Greece. The Greek city states. 700-500 B.C., p.74
5. ↑  Entry No 6: Graeces-Hellenes
6. ↑  Cf. Encyclopædia Britannica, 11 ed., s.v.  Botsford, George Willis (1911). 〈Amphictyony〉.   Chisholm, Hugh. 《브리태니커 백과사전》 1 11판. 케임브리지 대학교 출판부. 885–886쪽.
7. ↑  찬가에 따르면, 특히 고졸기 시대 사모스섬에서 숭배되던 헤라는 아폴론의 탄생에 반대하여 레토의 출산을 방해했다.
8. ↑  투키디데스, I 15, 3.
9. ↑  Forrest, "Greece: The history of the archaic Period", in 존 보드맨, 재스퍼 그리핀, 오스윈 머레이, Greece and the Hellenistic World (옥스퍼드 대학교 출판부, 1986) 1988:14f.
10. ↑  Thomas Kelly, "The Calaurian Amphictiony" American Journal of Archaeology 70.2 (April 1966:113–121).
11. ↑  이 유적지에서 발견된 일부 미케네 시대 유물은 포세이돈과 관련 없는 몇몇 고대 매장지와 관련이 있다. (Kelly 1966:115, 116).
12. ↑  아리스토텔레스의 한 조각과 수다에 "Kalaunia" (Kelly 1966:118 note 45)로 언급되어 있다.
13. ↑  Strabo, Geography viii.6.14
14. ↑  즉, "보이오티아의 미냔 오르코메노스; 오르코메노스가 바다에 마지막으로 접근한 8세기 날짜와 스트라본에 따라 동맹이 해상 동맹이었다는 일반적인 동의는 동맹의 연대 측정에 영향을 미쳤다.
15. ↑  즉, 아르고스는 나우플리아를 대신했으며, 아르고스는 기원전 7세기 중반의 불확실한 날짜인 제2차 메세니아 전쟁 직후 나우플리아를 파괴했다.
16. ↑  즉, 스파르타는 기원전 6세기 중반 직후 스파르타에게 정복된 프라시에이스를 대신했다 (Kelly 1966:119, 헤로도토스 i.82 인용).
17. ↑  The Speeches of Aeschines, On the Embassy (p. 245)
18. ↑  Aeschines, ii (On the embassy).116; see also 스트라본, ix.3.7, and 파우사니아스 (지리학자), x.8.2–5.
19. ↑  An Epitome of the Civil and Literary Chronology of Greece. By Henry Fynes Clinton, p. 92.
20. ↑  이 갈등에 대한 더 자세한 설명은 Donald Kagan (1969), The Outbreak of the Peloponnesian War, pp. 120–124를 참조하라. 주로 투키디데스 1.112-13에 기반한다.

## 참고 문헌
- Ancient Library on Amphictyones and Hieromnemones
- Decrees of the Amphictyonic Council, in English translation at attalus.org
- "Amphictyones" – A Dictionary of Greek and Roman Antiquities (1890)